# Waggum
Waggum est un village d'Allemagne au nord de la ville de Brunswick qui appartient au district urbain de Bienrode-Waggum-Bevenrode et dépend depuis sa fusion en 1974 de la municipalité de Brunswick. Ce quartier avait 2983 habitants en 2008.

## Historique
Un village du nom de Wagken est mentionné pour la première fois par écrit en l'an 1007 dans un document de fondation des chanoinesses de Steterburg, sous le règne de saint Henri. Son nom signifie «colonie de Wago / Wacco».

## Source
- (de) Cet article est partiellement ou en totalité issu de l’article de Wikipédia en allemand intitulé « Waggum » (voir la liste des auteurs).

1. ↑  Paul Jonas Meier: Die Bau- und Kunstdenkmäler des Kreises Braunschweig, S. 223